# Fossa di Sagami

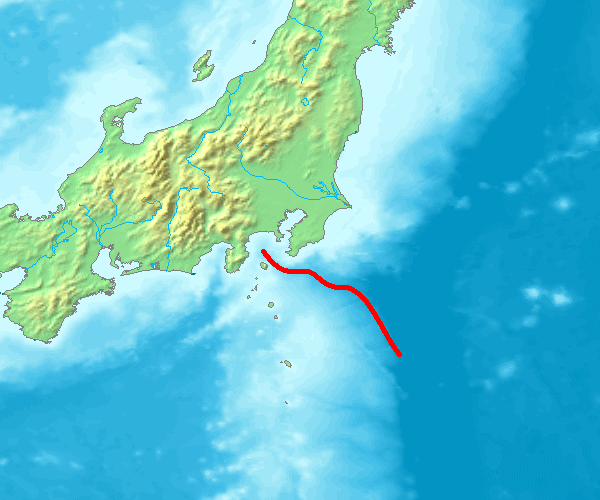
Localizzazione della fossa di Sagami.

La  fossa di Sagami (相模トラフ?, Sagami Torafu) o zona di subduzione di Sagami è una fossa sottomarina (o depressione strutturale lineare) nell'oceano Pacifico situata al largo delle coste giapponesi.
La fossa è lunga 340 km e corrisponde a dove la placca delle Filippine si subduce sotto alla placca di Ochotsk. Si estende dalla tripla giunzione di Bōsō ad est – dove s'incontra con la fossa di Izu-Bonin e la fossa del Giappone – alla baia di Sagami ad ovest – dove s'incontra con la fossa di Nankai. Corre in direzione nord lungo la catena delle isole Izu e l'arco marino di Izu-Bonin-Marianne (IBM).
I megasismi associati alla fossa di Sagami sono noti come "terremoti di Kantō" e minacciano costantemente le regioni di Tokyo e Kantō, dove abitano più di 79 milioni di persone in totale.